# ماري ديكر
ماري سلاني (بالإنجليزية: Mary Slany) هي عداءة أمريكية سابقة بارزة في سباقات المضمار والميدان خلال حياتها المهنية، فازت ماري سلاني بالعديد من الميداليات الذهبية في سباقات ال1500 متر و3000 متر ومن بينها بطولة العالم لألعاب القوى لعام 1983 1983 بطولة العالم لعام 1983، واستطاعت أن تحقق 17 رقمًا قياسيًا رسميًا وغير رسمي، طبقًا لقائمة الأرقام القياسية العالمية و36 رقمًا قياسيًا محليًا.

## السيرة الذاتية
ولدت ماري ديكر في بانفيل ، مقاطعة هونتردون، نيوجيرسي وبعد مرور عشرة أعوام، انتقلت أسرتها إلى غاردين غروفي في جنوب كاليفورنيا، وهناك بدأت ماري ديكر تمارس الجري. وبعد عام، أي في الحادية عشرة من عمرها، فازت ماري ديكر في أول سباق محلي.
انضمت ديكر إلى نادي ألعاب القوى في مدرستها، ونادٍ أخر محلي، وانشغلت كثيرًا بالجري، مما تسبب لها في إصابة بالغة بعد ذلك خلال حياتها المهنية. ففي الثانية عشرة من عمرها، أتمت سباق ماراثون وأربعة سباقات متوسطة وطويلة المدى في أسبوع واحد، وأنهت هذا الأسبوع بعملية استئصال الزائدة الدودية.

## الحياة العملية
في بداية فترة المراهقة، كانت ماري ديكر بالفعل قد أصبحت عداءة عالمية. ولم تستطع ماري ديكر أن تشارك في دورةأوليمبياد 1972 لأنها كانت صغيرة جدًا في ذلك الوقت، حيث كان عمرها 14 عامًا فقط وكانت تلقب ب«ماري ديكر الصغيرة Little Mary Decker»، ولكنها استطاعت أن تنال إعجاب العالم وتربح سباق ال800 متر، في اللقاء بين الولايات المتحدة الأمريكية والاتحاد السوفيتي الذي أقيم في مينسك محطمةً الميدالية الفضية فيما بعد.
في نهاية عام 1972، رتبت ماري ديكر اللاعبة الأولى على مستوى الولايات المتحدة الأمريكية، والرابعة على مستوى العالم في سباقات ال800 متر سجلت ديكر أول رقم قياسي لها في الأرقام القياسية العالمية سنة 1973، حيث استطاعت أن تجري ميلًا محليًا في حوالي 4:40.1 دقائق.: وبحلول عام 1974، كانت ماري ديكر قد حطمت الرقم القياسي العالمي، حيث استطاعت في 26.7:2 دقيقة أن تجري 1000 متر، وسجلت فقط 02.4:2 دقيقة لمسافة 880 ياردة، وفقط 01.8:2 دقيقة لماسافة 800 متر.

### ذروة التألق المهني
حطمت ديكر ستة أرقام قياسية عالمية عام 1982، في سباقات تتراوح بين ميل و10000 متر. وفي العام التالي، حققت ماري ديكر ما أطلق عليه اسم «جائزة ديكر المرذوجة»، حيث استطاعت أن تربح سباقي الجري؛1500 متر، و3000 متر في بطولة العالم في هلسنكي، فنلندا. وفي عام 1982، حصلت ديكر على جائزة جيمس سولفيان كأفضل لاعبة ألعاب قوى هاوية في الولايات المتحدة الأمريكية، وفي العام التالي، حصلت على جائزة جيس أونز من منظمة الولايات المتحدة الأمريكية لسباقات المضمار والميدان، وفي العام نفسه اختارتها مجلة سبورتس اليستريتد لتكون أفضل شخصية رياضية لهذا العام.

## حادثة أوليمبياد 1984
كان من المتوقع أن تحصل ماري ديكر على الميدالية الذهبية في دورة الألعاب الأوليمبية 1984، والتي أُقيمت في لوس أنجلوس. ولكن في الـ 3000 متر الأخيرة، تقدمت زولا بود التي كانت تجري جنبًا إلى جنب مع ديكر لمدة ثلاث لفات. وفي محاولة للضغط على زولا بود، ظلت ديكر تقترب من بود. وقفت ديكر بجانب بود، وبعد وقت قصير اصطدمت بالعداءة حافية القدمين، وسقطت علي الأرض. ولذلك لم تستطع ديكر أن تكمل السباق. وفي النهاية، نقلت ماري ديكر خارج السباق وهي تبكي، بمرافقة صديقها البريطاني لاعب رمي القرص ريتشارد سلان. وقالت ديكر في المؤتمر الصحفي إن بود هي المسؤولة عن سقوطها في السباق ولكن المعروف في سباقات المضمار أن العداء يتحمل مسؤولية تجنب الاصطدام بمن يسبقه، واتهموها بعرقلة ديكر، ولكن سرعان ما تم تبرئتها بعد أن تم عرض تسجيلات الفيديو الخاصة بالسباق. وبالرغم أن ديكر كانت خلف بود، إلا أن عددًا من الصحفيين أيدوا ادعاء ديكر بأن بود هي التي عرقلتها في السباق، وانتشرت الأقاويل حول بود في الصحافة، لدرجة أنها تلقت العديد من التهديدات بالقتل. ولكن ادعاء ديكر لم يلق أي قبول عند المسؤولين عن الألعاب، أو الاتحاد الدولي لألعاب القوى.
والتقت ديكر مع بود بعد ذلك في يوليو 1985، في سباق 3000 متر في المركز الرياضي الوطني في كريستال بالاس في لندن بإنجلترا. فازت ماري ديكر في السباق، وحصلت زولا بود على المركز الرابع. وبعد السباق، تصافحت السيدتان وتصالحتا. ظلت ماري ديكر متمسكة بادعائها أن زولا بود سرقت منها حقها بالفوز بالميدالية الذهبية في سباق ال3000 متر، ولكن بعد مرور عدة سنوات على الحادثة قالت،«يعتقد البعض أن زولا بود عرقلتني وتسببت في سقوطي في السباق. ولكنني أعلم جيدًا أن ذلك لم يحدث إطلاقًا. فسبب سقوطي يعود لأنني لا أمتلك الخبرة الكافية في الجري في مضمار مزدحم.»
مع ذلك، كان عام 1985 مليئًا بالنجاحات بالنسبة لديكر، حيث فازت في سباقي ال12 ميلاً، ال3000 متر في البطولة الأوروبية لألعاب القوى وحققت ديكر بذلك رقمًا قياسيًا نسائيًا عالميًا جديدًا، حيث حققت 16.71:4 ميلاً. لم تشارك ديكر في موسم 1986 لأنها أنجبت ابنتها الوحيدة أشلي لين (ولدت في 30 مايو، 1986)، ولم تشارك في موسم 1987 لأنها كانت مُصابة و أيضًا لم تتمكن من الحصول علي أي ميدالية في دورة الألعاب الأوليمبية الصيفية لعام 1988 في سول (والتي حملت فيها ديكر العلم الأمريكي في احتفالية الافتتاح)، ولم تتمكن أيضًا من التأهل لأوليمبياد 1992.

## الجدل حول تعاطيها للمنشطات
تأهلت ديكر عام 1996 لسباق ال5000 مترفي دورة أوليمبياد أتلانتا، وكان عمرها حينها 37 عامًا. ولكن، أُثير حولها الكثير من الجدل في هذا الوقت. فبعد إجراء تحليل البول لها في يونيو في المحاكمات الأوليمبية، تبين احتواء جسمها على نسبة كبيرة من تستوستيرون إلى إيبتيتوستيرون، أكبر من الحد المسموح به وهو ستة إلى واحد. وفي هذه الفترة، كان ألبيرتو سالازار هو من يقوم بتدريب ديكر.
حاولت ديكر ومحاموها أن تثبت أن تحليل ال T/E غير موثوق به، و خصوصًا بالنسبة للنساء اللواتي بأواخر الثلاثينات، أو أكبر من ذلك، واللاتي يتناولن حبوب منع الحمل. وفي الوقت نفسه، تم استبعاد ديكر من دورة الألعاب الأوليمبية
وفي يونيو 1997، منع الاتحاد الدولي لألعاب القوى ديكر من دخول المنافسة. ولكن في سبتمبر 1991، قامت هيئة من منظمة الولايات المتحدة لسباقات المضمار والميدان باستعادة ديكر مرة أخرى. وسمح لها الاتحادالدولي لألعاب القوى أن تعود مرة أخرى إلى المنافسة، ولكنه أيضًا حول القضية إلى التحكيم. في أبريل 1999، أصدرت هيئة التحكيم حكمها ضد ديكر، مما جعل الاتحاد الدولي لألعاب القوى يصدر قرارًا بأثر رجعي لمنع ديكر من المشاركة في المنافسة، بالرغم من أنها كان مسموح لها أن تشارك في المنافسة، وتم تجريدها من الميدالية الفضية التي حصلت عليها بعد فوزها في سباق ال1500 متر في بطولة العالم المحلية لعام 1997.
في أبريل 1999، رفعت ديكر قضية ضد الاتحاد الدولي لألعاب القوى، واللجنة الأوليمبية الأمريكية التي أشرفت على التحليل أكدت ديكر في القضية أن التحليل كان معيبًا، وأنه لم يستطع التفرقة بين الأندروجين الناتج عن تعاطي مواد ممنوعة، والأندروجين الناتج عن استخدام حبوب منع الحمل. حكمت المحكمة بأنها ليس لديها اختصاص في ذلك، وتم تأييد القرار في الاستئناف.[بحاجة لمصدر]
الآن تراجع تحليل (T/E) أكثر من مرة في المعامل، وذلك بعد أن ثبت فشل التحليل في الكثير من الحالات، وخاصة بين اللاعبات الأكبر سنًا. بالإضافة إلى ذلك،تجرى تحليل نسبة نظائر الكربون (CIR) إذا وجد أن النسبة في تحليل (T/E) مرتفعة دائمًا.

## أواخر حياتها
تعرضت ماري ديكر للكثير من الكسور الإجهادية خلال مشوارها المهني. وافقت ديكر على إجراء أكثر من 30 عملية جراحة عظام، وذلك بعد أن خسرت قضيتها عام 1999 كانت أغلب هذه الجراحات في ساقيها وقدميها، وذلك حتى تتمكن من المنافسة في الماراثونات مرة أخرى. ولكن الجراحات تسببت في تفاقم المشكلة. ونتيجة لذلك، تقاعدت ديكر وانتقلت مع زوجها لتعيش في 55-أكر (220,000 م2)مزرعة في يوجين أوريغون، حيث تمارس الآن رياضة الركض البطيء. وأيضا الخياطة، وخياطة الألحفة، والاعتناء بالحدائق، وتجديد الأثاث، بالإضافة إلى السير مع كلابها الوايمري الثلاثة.

## وصلات خارجية
- USA Track and Field Hall of Fame – Mary Slaney
- California State Records before 2000[وصلة مكسورة]
- ماري ديكر على موقع الاتحاد الدولي لألعاب القوى (الإنجليزية)
- ماري ديكر على موقع الاتحاد الأمريكي لسباقات المضمار والميدان (الإنجليزية)
- ماري ديكر على موقع الاتحاد الأمريكي لسباقات المضمار والميدان، قاعة المشاهير (الإنجليزية)
- ماري ديكر على موقع اللجنة الأولمبية الدولية (الإنجليزية)
- ماري ديكر على موقع أوليمبيديا (الإنجليزية)